# 山川皓
山川 皓（やまかわ あきら、1937年9月17日 - 2013年2月17日）は、日本の経営者。三重県出身。

## 経歴
1956年に三重県立松阪商業学校を卒業し、同年に井村屋製菓に入社。1989年6月に取締役に就任し、1993年6月に常務を経て、1997年6月には社長に就任。2003年6月に会長に就任。
2013年2月17日心不全のために死去。85歳没。